# John Dickinson (missionnaire)
Pour les articles homonymes, voir John Dickinson (homonymie) et Dickinson.
John Dickinson, né le 18 mars 1832 à Jarrow (Gateshead) et mort à Chibisa (Malawi) le 17 mars 1863, est un médecin et missionnaire britannique.

## Biographie
John Dickinson fait ses études de médecine à Durham dont il est diplômé en 1853. David Livingstone le choisit en 1862 pour l'accompagner dans ses expéditions au Zambèze mais il meurt du paludisme quelque mois plus tard à Chibisa.
Une espèce de faucon qu'il a découvert à Chibisa, a été nommée en son honneur.